# Kyphocarpa
Kyphocarpa es un género de  fanerógamas  perteneciente a la familia Amaranthaceae.  Comprende 14 especies descritas y de estas, solo 3 aceptadas.

## Taxonomía
El género fue descrito por Hans Schinz y publicado en Die natürlichen Pflanzenfamilien, Zweite Auflage 16c: 43. 1934.

## Especies aceptadas
A continuación se brinda un listado de las especies del género Kyphocarpa aceptadas hasta septiembre de 2012, ordenadas alfabéticamente. Para cada una se indica el nombre binomial seguido del autor, abreviado según las convenciones y usos.
- Kyphocarpa angustifolia (Moq.) Lopr.
- Kyphocarpa cruciata Schinz
- Kyphocarpa trichinoides Lopr.